# Mingrélien
Cet article concerne le parler mingrélien. Pour le peuple mingrélien, voir Mingréliens.
Le mingrélien, ou mégrélien (en géorgien : მეგრული ენა, en mingrélien : მარგალური ნინა, margaluri nina), est une langue kartvélienne parlée dans le nord-ouest de la Géorgie, aussi appelée ivérien (géorgien : ივერული ენა, iveriuli ena) au début du XXe siècle. C'est essentiellement la langue des Mingréliens, un sous-groupe ethnique géorgien.

## Distribution et statut

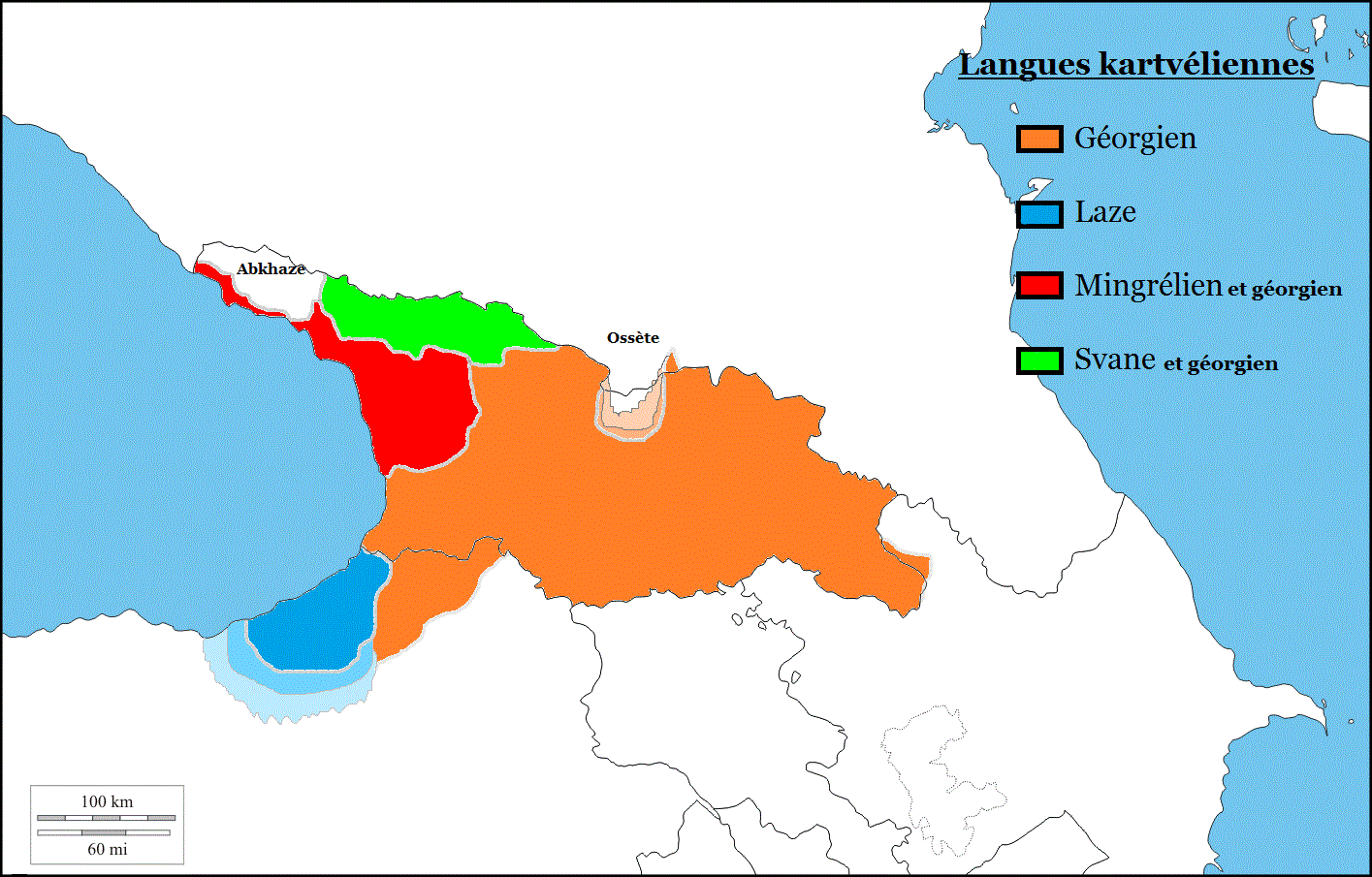
Les langues kartveliennes dans le Caucase. Le mingrélien est en rouge.

Il n'existe pas de chiffre fiable pour le nombre de locuteurs natifs du mingrélien, mais on l'estime entre 300 000 et 600 000. La plupart vivent dans la région de Géorgie appelée Samegrolo (Mingrélie), qui comprend les collines d'Odishi et les basses terres de Colchide, depuis la côte de la Mer Noire jusqu'aux Montagnes Svanes et au fleuve Tskhenistskali.
Une partie des Svanes parlent aussi le mingrélien.
Il existe des enclaves plus petites au sein de la république autonome d'Abkhazie, mais la guerre civile en cours a entraîné l'exil de nombreux locuteurs du mingrélien, principalement vers la Géorgie. Leur distribution géographique est relativement compacte, ce qui a contribué à la transmission de la langue.
Le mingrélien s'écrit généralement au moyen de l'alphabet géorgien, mais il n'a pas de standard écrit ni de statut officiel. Presque tous les locuteurs sont bilingues : ils utilisent le mingrélien surtout pour la conversation familiale et informelle, et le géorgien (ou, pour les locuteurs expatriés, la langue officielle locale) dans les autres circonstances.

## Dialectes
Les principaux dialectes et sous-dialectes du mingrélien sont :
- le zugdidi-samurzakano, ou dialecte du nord-ouest (régions autour de Zougdidi et Abkhazie (avant le nettoyage ethnique de la région)) considéré comme une langue plus pure mieux préservée des influences géorgiennes. Se distinguant notamment par une utilisation prononcée  du l ([l]) mou.
  - le dzhvari
- le senaki, ou dialecte du sud-est
  - le martvili-bandza
  - l'abasha

## Arbre généalogique
|       |       |       |       |       |       |  |  |      |      |      |      | proto-kartvélien |      |  |  |            |            |                  |            |            |            |  |  |          |          |          |          |          |          |  |  |  |  |
|       |       |       |       |       |       |  |  |      |      |      |      |                  |      |  |  |            |            |                  |            |            |            |  |  |          |          |          |          |          |          |  |  |  |  |
|       |       |       |       |       |       |  |  |      |      |      |      |                  |      |  |  |            |            |                  |            |            |            |  |  |          |          |          |          |          |          |  |  |  |  |
|       |       |       |       |       |       |  |  |      |      |      |      |                  |      |  |  |            |            | proto-karto-zane |            |            |            |  |  |          |          |          |          |          |          |  |  |  |  |
|       |       |       |       |       |       |  |  |      |      |      |      |                  |      |  |  |            |            |                  |            |            |            |  |  |          |          |          |          |          |          |  |  |  |  |
|       |       |       |       |       |       |  |  |      |      |      |      |                  |      |  |  |            |            |                  |            |            |            |  |  |          |          |          |          |          |          |  |  |  |  |
|       |       |       |       |       |       |  |  |      |      |      |      | proto-zane       |      |  |  |            |            |                  |            |            |            |  |  |          |          |          |          |          |          |  |  |  |  |
|       |       |       |       |       |       |  |  |      |      |      |      |                  |      |  |  |            |            |                  |            |            |            |  |  |          |          |          |          |          |          |  |  |  |  |
|       |       |       |       |       |       |  |  |      |      |      |      |                  |      |  |  |            |            |                  |            |            |            |  |  |          |          |          |          |          |          |  |  |  |  |
| svane | svane | svane | svane | svane | svane |  |  | laze | laze | laze | laze | laze             | laze |  |  | mingrélien | mingrélien | mingrélien       | mingrélien | mingrélien | mingrélien |  |  | géorgien | géorgien | géorgien | géorgien | géorgien | géorgien |  |  |  |  |

Les liens entre ces langues ont été reconnus pour la première fois par Johann Anton Güldenstädt au XVIIIe siècle.
Il est admis, que les langues kartvéliennes proviennent d'une langue commune, le proto-kartvélien qui s'est répandu dans l'actuelle Géorgie et le nord de la Turquie.
Selon l'analyse glottochronologique,, le svane est issu du proto-kartvélien au XIXe siècle av. J.-C., tandis que la séparation du géorgien du zane est estimée au VIIIe siècle av. J.-C.

## Évocations dans les arts
L'écrivain français Pierre Benoit, dans son roman d'aventure La Chaussée des géants paru en 1922, met en scène un narrateur qui se lance dans l'étude du mingrélien, décision qui l'entraînera dans une série d'aventures.